# Eloeophila mundata
Eloeophila mundata är en tvåvingeart som först beskrevs av Friedrich Hermann Loew 1871.  Eloeophila mundata ingår i släktet Eloeophila och familjen småharkrankar. Arten är reproducerande i Sverige. Inga underarter finns listade i Catalogue of Life.